# 克納伊卡河
49°54′18″N 18°45′30″E / 49.9051°N 18.7584°E

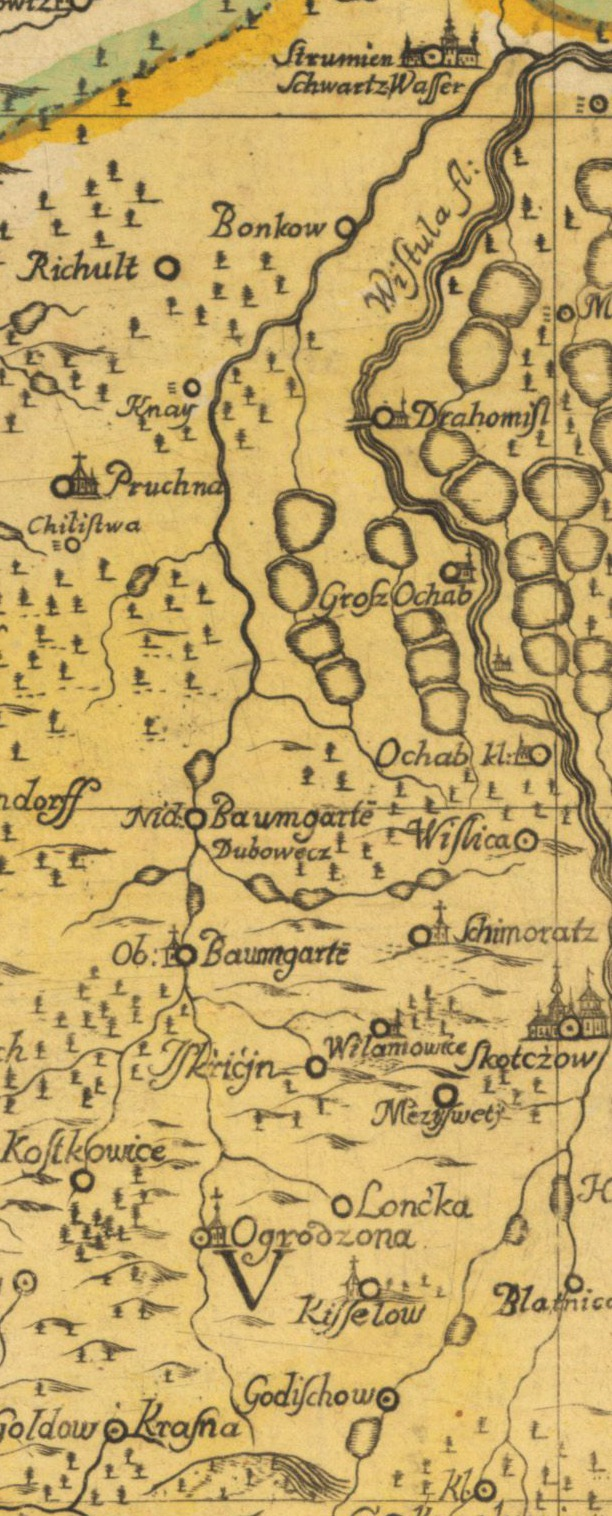

克納伊卡河是波蘭的河流，位於該國南部，處於西里西亞省，流經切申縣，屬於維斯瓦河的左支流，河道全長17公里，流域面積69平方公里。